# 1939 Loretta
1939 Loretta eller 1974 UC är en asteroid i huvudbältet som upptäcktes den 17 oktober 1974 av den amerikanska astronomen Charles T. Kowal vid Palomar-observatoriet. Den har fått sitt namn efter Loretta Kowal, dotter till upptäckaren.
Asteroiden har en diameter på ungefär 25 kilometer och den tillhör asteroidgruppen Themis.